# Il piede più lungo
Il piede più lungo (The Man from the Diners' Club) è un film del 1963 diretto da Frank Tashlin. 
Il film è conosciuto in Italia anche con il titolo completo Il piede più lungo - L'uomo del Diner's Club.
È un film commedia statunitense con Danny Kaye, Telly Savalas, Cara Williams e Kay Stevens.

## Produzione
Il film, diretto da Frank Tashlin su una sceneggiatura di William Peter Blatty, fu prodotto da William Bloom per la Columbia Pictures tramite la Dena Productions e la Ampersand.

## Distribuzione
Il film fu distribuito negli Stati Uniti il 17 aprile 1963 (première a New York dalla Columbia Pictures.
Altre distribuzioni:
- in Svezia il 20 maggio 1963 (Tissel och trassel)
- in Austria nell'agosto del 1963 (Der Mann vom Diners Club)
- in Germania Ovest il 29 agosto 1963 (Der Mann vom Diners Club)
- in Danimarca il 28 settembre 1963 (Køb på klods (med Danny Kaye))
- in Grecia (Hilies gafes sto lepto)
- in Francia (Les pieds dans le plat)
- in Finlandia (Luottomies liisterissä)
- in Turchia (Milyonerler kulübü)
- in Ungheria (Nyomoz a vőlegény)
- in Brasile (O Homem do Diner's Club)
- in Spagna (Solo contra el hampa)
- in Italia (Il piede più lungo)

## Critica
Secondo il Morandini è un "film comico di un F. Tashlin già in declino anche se la sua classe firma 3 o 4 gag irresistibili". Kaye risulterebbe però in età troppo avanzata (50 anni) per la parte che deve interpretare nel film. Secondo Leonard Maltin il film è una "elaborata slapstick comedy".